# Nando Pijnaker
Nando Pijnaker (ur. 25 lutego 1999 w Brummen, Holandia) – nowozelandzki piłkarz, występujący na pozycji środkowego obrońcy w nowozelandzkim klubie Auckland FC, występującym w New Zealand Football Championship.
Pijnaker rozpoczął swoją karierę klubową w Nowej Zelandii, a następnie kontynuował ją w Szwecji, Danii i Portugalii.

## Kariera klubowa

### Kariera w Nowej Zelandii
Pijnaker rozpoczął swoją przygodę z piłką nożną w Rotorua, gdzie grał dla lokalnego klubu Ngongotaha AFC i uczęszczał do Western Heights High School. W 2015 roku przeniósł się do Wellington, aby dołączyć do Olé Football Academy, prowadzonej przez byłego reprezentanta Nowej Zelandii, Declana Edge'a. W tym czasie reprezentował barwy Western Suburbs, z którymi wygrał Central League w 2017 roku i dotarł do finału Chatham Cup w 2018 roku.

### Eastern Suburbs AFC (2018–2019)
W ramach współpracy między Olé Academy a Eastern Suburbs AFC, Pijnaker dołączył do tego klubu, z którym zdobył mistrzostwo Nowej Zelandii w sezonie 2018/2019, kwalifikując się do Ligi Mistrzów OFC.

### Torslanda IK (2019)
Po Mistrzostwach Świata FIFA U-20 w 2019 roku, Pijnaker przeniósł się do Szwecji, gdzie dołączył do Torslanda IK, klubu współpracującego z Olé Academy. Zadebiutował 15 czerwca 2019 roku w meczu przeciwko Stenungsunds IF.

### Grasshopper Club Zürich (2020)
W styczniu 2020 roku, po 10-dniowych testach, Pijnaker podpisał kontrakt z Grasshopper Club Zürich, występującym w Swiss Challenge League. W barwach tego klubu rozegrał dwa mecze ligowe.

### Rio Ave FC (2020–2022)
W sierpniu 2020 roku Pijnaker podpisał czteroletni kontrakt z portugalskim klubem Rio Ave FC, grającym w Primeira Liga. Występował głównie w drużynie rezerw, rozgrywając 11 meczów. W sierpniu 2021 roku został wypożyczony do duńskiego FC Helsingør na resztę roku.

### Sligo Rovers (2022–2024)
W lutym 2022 roku Pijnaker dołączył na zasadzie wypożyczenia do irlandzkiego klubu Sligo Rovers, a w grudniu tego samego roku transfer został sfinalizowany na stałe. W barwach Sligo Rovers rozegrał łącznie 77 meczów ligowych, zdobywając jedną bramkę. W kwietniu 2024 roku doznał złamania żeber w wyniku zderzenia z własnym bramkarzem, Edem McGinty. We wrześniu 2024 roku opuścił klub, aby wrócić bliżej domu.

### Auckland FC (2024–obecnie)
3 września 2024 roku Pijnaker podpisał kontrakt z nowo powstałym klubem Auckland FC.

## Kariera reprezentacyjna[1]

### Reprezentacja U-20
Pijnaker był członkiem reprezentacji Nowej Zelandii U-20 podczas Mistrzostw Świata FIFA U-20 w 2019 roku, rozgrywając wszystkie cztery mecze turnieju.

### Reprezentacja seniorów
Zadebiutował w seniorskiej reprezentacji Nowej Zelandii 18 listopada 2019 roku w meczu towarzyskim przeciwko Litwie. Rozegrał 23 mecze w barwach narodowych.

### Igrzyska Olimpijskie
Został powołany do reprezentacji Nowej Zelandii na igrzyska olimpijskie w Tokio, które odbyły się w 2021 roku.